# Neobombylodes asiaticus
Neobombylodes asiaticus är en tvåvingeart som först beskrevs av Becker och Stein 1913.  Neobombylodes asiaticus ingår i släktet Neobombylodes och familjen svävflugor.
Artens utbredningsområde är Iran. Inga underarter finns listade i Catalogue of Life.